# Ján Filc
Ján Filc (* 19. února 1953 Bratislava) je slovenský hokejový trenér a bývalý hokejový brankář. Od skončení kariéry působí jako trenér. Od 1.7.2008 vede znovu slovenskou reprezentaci. Reprezentaci vedl už v letech 1999 – 2002, přičemž na Mistrovství světa v ledním hokeji 2002 ji dovedl ke zlaté medaili. Od roku 1998 vedl juniorskou reprezentaci Slovenska a získal s ní bronz na MS "20" ve Winnipegu v roce 1999.